# Super Kickers 2006 – Captain Tsubasa
Super Kickers 2006 – Captain Tsubasa (jap. キャプテン翼 ROAD TO DREAM, Kyaputen Tsubasa: Road To Dream) ist die derzeit letzte von drei Anime-Fernsehserien zum Manga-Complex Captain Tsubasa. Die Serie basiert auf der Handlung des Mangas Captain Tsubasa: Road to 2002 von Yōichi Takahashi. Der Manga und die von dem Studio Group Tac animierte Fernsehserie starteten in Japan im Vorfeld der Fußball-Weltmeisterschaft 2002 in Japan und Südkorea.

## Handlung
Tsubasa steht in Brasilien das letzte Mal für die Brancos auf dem Feld und spielt mit ihnen gegen den Erzrivalen um die brasilianische Fußballmeisterschaft, bevor er nach Spanien in die Primera División wechseln will, um seine Art zu spielen zu verbessern. Er erinnert sich daran, welche Gegner er in seiner Laufbahn als Spieler hatte und wie er Erfolge mit seinen Freunden feierte.
Tsubasas erster Erfolg war der Sieg gegen die Shutetsu-Schule, wo auch sein erster Rivale Genzo Wakabayashi im Tor stand. Nach der Bezirksmeisterschaft wechselt dieser nach Deutschland zum FC Grünwald und musste sich dort den Stammplatz im Tor erst erkämpfen. Genzo Wakabayashi ist auch Stammtorwart der japanischen Mannschaft.
Sein größter Rivale ist Karl-Heinz Schneider, der auch beim FC Grünwald spielte und zum FC Rotburg wechselte. Er ist ein genialer Stürmer und gehört zu den besten Nachwuchsspielern der Welt.
Auch sein härtester Konkurrent aus der Zeit der Juniorenmannschaften, Kojiro Hyuga, ist in Japan mittlerweile zu einem werbeträchtigen Star und vielversprechendem Fußballtalent herangereift und steht ebenfalls vor einem Wechsel nach Europa. Anders als Tsubasa, der nach Spanien will, findet Hyuga in der italienischen Topmannschaft FC Piemont einen Platz als Stürmer.
Für beide ist der Start jedoch schwer: Tsubasa wird in der B-Mannschaft des FC Katalonien untergebracht, wo er sich erst beweisen soll. Auch Hyuga werden beim Start der Serie A die Grenzen aufgezeigt, als sich die Verteidiger des ersten Gegners als für ihn unüberwindbar erweisen.
In der japanischen Nationalmannschaft steht angesichts der anstehenden Weltmeisterschaften ein Umbruch bevor. Alle Spieler aus der Junioren-Mannschaft, die vor einigen Jahren das Turnier in Europa gewann, werden nominiert und treten in einem Freundschaftsspiel gegen die niederländische Nationalmannschaft an, die sich trotz ihrer Qualität nicht für die Endrunde der Weltmeisterschaften qualifizieren konnte.
Sowohl Tsubasa als auch Hyuga setzen sich schließlich in ihren Mannschaften durch. Tsubasa kann die Forderungen des katalanischen Cheftrainers erfüllen und ist zur Stelle, um seinen Teamkameraden Rivaul zu ersetzen, als dieser sich im Duell um die spanische Meisterschaft gegen die rivalisierende Mannschaft aus Valencia verletzt.
Nach einem Zeitsprung schließt die Handlung, als sich Tsubasa und seine Freunde im Eröffnungsspiel der Weltmeisterschaft wiederfinden, in dem ihr Gegner die brasilianische Nationalmannschaft ist, welche von Tsubasas Mentor Roberto Hongo trainiert wird und in der Tsubasas Freunde und ehemaligen Rivalen spielen. Das Spiel wird von dem Schiedsrichter Pierluigi Collina angepfiffen, aber die Serie endet, ohne den Ausgang des Spiels zu zeigen.

## Konzeption
Der Anime ist in 4 Kapitel eingeteilt: Grundschüler-Kapitel (小学生編, Shōgakusei-hen), Mittelschüler-Kapitel (中学生編, Chūgakusei-hen), Junior-Youth-Kapitel (ジュニアユース編, Junia yūsu hen) und Road to 2002.
Die ersten Kapitel bzw. 36 Episoden dienen in kurzen Einleitungen als Basis für Rückblicke auf Tsubasas Werdegang, den die vorhergehenden Produktionen auch bereits abdecken. Neu ist die Handlung ab Tsubasas Abschied aus Brasilien.
Anders als im Manga, in dem Mangaka Yōichi Takahashi die Originalnamen von Fußballvereinen und Sponsoren nennt, werden aus marktrechtlichen Gründen im Anime die Namen und Logos verändert und in abgewandelter Form verwendet oder gänzlich entfernt: So spielt Tsubasa in der Manga-Vorlage in Brasilien beim FC São Paulo und wechselt zum FC Barcelona, während er in der verfilmten Fassung beim FC Branco spielt und zum FC Katalonien wechselt. Lediglich der offizielle Sponsor der japanischen Fußballnationalmannschaft adidas ist noch mit dem offiziellen Logo sichtbar, etwa in dem zweiten Vorspann der Serie, der in der deutschen Fassung nicht gezeigt wurde.
Auch in der Manga-Fassung genannte Fußballspieler, die zu der Zeit der Entstehung des Mangas in Realität spielten, werden anders genannt. Der Handlung liegt dennoch eine reale Basis zugrunde, so wird die Fußball-Weltmeisterschaft 2002 in Japan und Südkorea ausgetragen, zu der sich die niederländische Nationalmannschaft nicht qualifiziert hat.

## Produktion und Veröffentlichungen
2001 produzierte das Studio Group Tac die 52-teilige Serie. Regie führte Gisaburō Sugii und das Charakterdesign entwarf Minoru Maeda. Die Serie wurde vom 7. Oktober 2001 bis zum 6. Oktober 2002 durch TV Tokyo ausgestrahlt.
Nach weiteren Veröffentlichungen in Mexiko und Brasilien, erschien der Anime im Vorfeld der Fußball-Weltmeisterschaft 2006 auch in Deutschland. Nach ihrer Ausstrahlung im deutschen Fernsehen wurde die Serie von UFA Anime auf insgesamt sechs DVDs veröffentlicht. Die Serie wurde unter anderem auch ins Englische, Französische und Italienische übersetzt.

### Synchronisation
Die deutsche Fassung wurde durch das Synchronstudio Bikini Studios GmbH in Berlin synchronisiert.
| Rolle                | Japanischer Sprecher (Seiyū)          | Deutscher Sprecher                 |
| -------------------- | ------------------------------------- | ---------------------------------- |
| Genzo Wakabayashi    | Ken’ichi Suzumura                     | Robin Kahnmeyer                    |
| Hikaru Matsuyama     | Akira Ishida                          | Dennis Schmidt-Foß                 |
| Jun Misugi           | Issei Miyazaki Ai Orikasa (Kind)      | Nicolás Artajo                     |
| Kaori Matsumoto      | Atsuko Tanaka                         | Silvia Mißbach                     |
| Karl-Heinz Schneider | Hiroshi Shimozaki                     | Julien Haggège                     |
| Ken Wakashimazu      | Kentarō Itō                           | Marcel Collé                       |
| Kojiro Hyuga         | Takehito Koyasu Rika Matsumoto (Kind) | Sebastian Schulz                   |
| Kommentator          | Ryōtarō Okiayu                        | Matti Klemm                        |
| Rivaul               | Kazuhiko Inoue                        | Peter Flechtner                    |
| Roberto Hongo        | Mitsuru Miyamoto                      | Tobias Kluckert                    |
| Ryo Ishizaki         | Urara Takano                          | David Turba                        |
| Sanae Nakazawa       | Atsuko Enomoto                        | Magdalena Turba                    |
| Shingo Aoi           | Shōtarō Morikubo                      | Jesco Wirthgen                     |
| Taro Misaki          | Kōsuke Toriumi Satsuki Yukino (Kind)  | Konrad Bösherz                     |
| Tsubasa Ohzora       | Tomokazu Seki Kikuko Inoue (Kind)     | Nico Sablik Ricardo Richter (Kind) |

### Musik
In der Originalfassung hat die Fernsehserie zwei Vorspannlieder – „Dragon Screamer“ von Da Pump und „Our Relation“ von Eriko Imai – und insgesamt vier Abspannlieder – „Feel so right“ von MAX, „Katsu“ von London Boots, „Keep on Going“ von Atsuko Enomoto und „BREAK OFF!!“ von Dasein.
Die deutsche Fassung behielt in der Fernsehausstrahlung auf RTL II die Animationen des ersten Vorspanns, wurde aber mit neuer Titelmelodie in deutscher Sprache gezeigt. Ein zweiter Vorspann entfiel ebenso wie sämtliche Abspanne.